# مودولا (لغة برمجة)
مودولا هي لغة برمجة منحدرة من لغة باسكال. تم تطويرها في سويسرا في أواخر السبعينات من قبل نيكلاوس ورث، وهو مصمم باسكال. من أهم ما يميز مودولا عن باسكال هو نظام الوحدة (module system)، حيث يستخدم لتجميع عددة إعلانات ذات علاقة ببعضها البعض ويحولها إلى وحدة البرنامج ومن هنا جاء الاسم مودولا.
لم ايتم إطلاق مودولا أبداً وأوقف تطويرها بعد نشرة، بعد ذلك قام ورث بالتركيز على خلف مودولا الناجحة وهي مودولا-2، أوبيرون، مودولا-2+، ومودولا-3. مع أن ورث لم يقم بإطلاق مودولا، تم إصدار مترجم لها من قبل جامعة يورك في المملكة المتحدة.